# UCR (telefonia)
L'UCR è un apparato della rete telefonica fissa che permette di creare una sorta di piccola centrale che si appoggia alle centrali vere e proprie. Gli UCR vengono usati per collegare, in situazioni particolari, nuovi doppini telefonici a una centrale, in piccoli centri o in una zona periferica che è cresciuta a grande velocità, senza dover costruire una nuova centrale.
In Italia circa il 30% degli utenti telefonici fissi è sotto UCR o MUX.
Questi apparecchi sono in uso dagli anni settanta  e in un primo momento hanno impedito in modo tassativo la trasmissione di dati a banda larga su alte frequenze, di fatto l'ADSL; in un secondo momento però Telecom Italia (ora TIM) ha iniziato a montare i cosiddetti "zainetti" vicino ai MUX collegati alla centrale tramite fibra ottica per fornire il servizio ADSL per massimo 48 utenze ogni MUX.
MUX e UCR servono a fornire il servizio voce e dati a zone molto distanti dalla centrale telefonica o a centri abitati che hanno subito una rapida crescita delle utenze. Sono stati adottati come una soluzione economica per far fronte agli obblighi di copertura imposti dalla legge sul servizio universale: inizialmente fornivano solo il servizio voce, e negli anni un numero crescente di servizi, includendo le connessioni ISDN.
MUX e UCR sono centraline collegate in remoto a una centrale telefonica più grande, tramite rame o fibra ottica. Il flusso dati e voce sono compressi in un rapporto di 30 canali in ingresso per una coppia in rame uscente, e di un centinaio per una fibra ottica.
La costruzione di una nuova centrale telefonica ha un costo circa 10 volte maggiore rispetto all'installazione di uno di questi apparati.
MUX e UCR funzionano con la multiplazione di frequenza, fra l'apparato e la centrale telefonica ATM. Perciò, hanno problemi di compatibilità con l'ADSL, dovendo garantire con un singolo doppino una banda di 1-2 Megabit a più di un utente.
Per portare connettività VDSL2 in zone servite da MUX attualmente si sta dotando la zona di un DSLAM VDSL2 (posizione in un cabinet spesso affiancato al MUX stesso). Le utenze che chiedono tale servizio vengono spostate dalle coppie proveniente dal MUX a quelle del blocchetto proveniente dal DSLAM VDSL2.